# Nikos Ekonomopoulos
Nikos Ekonomopoulos (griechisch Νίκος Οικονομόπουλος Nikos Ikonomopoulos, auch: Nick Ekonomopoulos; * 22. Februar 1982 in Athen) ist ein griechischer Poolbillardspieler.

## Karriere

### Einzel
Bei der Jugend-Europameisterschaft 1998 gewann Nikos Ekonomopoulos die Bronzemedaille im 14/1 endlos der Schüler und mit der griechischen Mannschaft. Ein Jahr später wurde er Vizeeuropameister der Junioren im 14/1 endlos und im 8-Ball sowie mit der Mannschaft. 2000 wurde er durch einen Finalsieg gegen Dimitri Jungo 8-Ball-Europameister der Junioren. Zudem gewann er im 14/1-endlos-Einzel und mit der Junioren-Mannschaft die Silbermedaille.
Im März 2000 erreichte er bei den Italy Open erstmals das Achtelfinale eines Euro-Tour-Turniers.
Bei den Italy Open 2007 erreichte er das Achtelfinale und schied dort gegen Ralf Souquet aus. Im August 2008 kam er bei der Herren-Europameisterschaft im 8-Ball auf den 49. Platz. Bei der EM 2009 gelang ihm erstmals der Einzug in die Finalrunde. Nachdem er im 14/1 endlos im Sechzehntelfinale ausgeschieden war, zog er im 8-Ball ins Finale ein, in dem er Andreas Roschkowsky mit 7:8 unterlag. Beim abschließenden 9-Ball-Wettbewerb schied er erneut in der Runde der letzten 32 aus. 2010 erreichte er das Achtelfinale im 14/1 endlos, das er mit 111:125 gegen Mario He verlor.
Im Oktober 2011 wurde Ekonomopoulos Dritter bei den Sarajevo Open. Bei den Treviso Open 2011 schaffte er es ins Achtelfinale.
Im Mai 2012 gewann er bei den Austria Open seine erste Euro-Tour-Medaille. Nach Siegen gegen Darren Appleton, Bruno Muratore und Marcus Chamat zog er ins Finale ein, in dem er den Polen Wojciech Szewczyk mit 9:4 besiegte. Einen Monat später erreichte er das Achtelfinale der 9-Ball-Weltmeisterschaft und verlor dort gegen Appleton. Im September 2012 wurde er Neunter bei den China Open. Im Oktober 2012 schaffte er es bei den North Cyprus Open die Runde der letzten 16 und wenige Tage später bei den US Open auf den 49. Platz.
Im April 2013 nahm Ekonomopoulos nach drei Jahren wieder an der Europameisterschaft teil, bei der er einer Halbfinalniederlage gegen den späteren Europameister Nick van den Berg die Bronzemedaille im 14/1 endlos gewann. Darüber hinaus gelangte er im 10-Ball ins Achtelfinale und im 9-Ball ins Viertelfinale, das er gegen Ivo Aarts verlor. Einen Monat später erreichte er bei den China Open und bei den Austria Open das Achtelfinale. Bei der 9-Ball-WM 2013 zog er ins Viertelfinale ein, in dem er mit 8:11 gegen Karl Boyes ausschied. Wenige Tage nachdem er bei den US Open 2013 Neunter geworden war, nahm er erstmals am World Pool Masters teil, bei dem er nach einem Sieg gegen Ralf Souquet dem Taiwaner Chang Jung-lin im Viertelfinale mit 3:8 unterlag.
Nachdem Ekonomopoulos beim ersten Euro-Tour-Turnier des Jahres 2014, den Italian Open, das Viertelfinale erreicht hatte, zog er bei den Austria Open 2014 ins Finale ein, in dem er jedoch dem Esten Denis Grabe mit 1:9 unterlag. Im Juni 2014 gelangte er bei der 9-Ball-Weltmeisterschaft in die Runde der letzten 32, in der er mit 9:11 gegen Tōru Kuribayashi verlor. Bei den Dutch Open 2014 unterlag er im Finale dem Engländer Mark Gray mit 6:9. Wenige Tage später erreichte er mit dem dritten Platz sein bis dahin bestes Ergebnis bei den US Open. Im November 2014 schaffte er beim World Pool Masters den Einzug ins Finale, das er mit 2:8 gegen Shane van Boening verlor.
Im Januar 2015 erreichte Ekonomopoulos bei der Chinese 8-Ball World Championship das Sechzehntelfinale. Wenige Wochen später zog er bei der 10-Ball-Weltmeisterschaft in die Runde der letzten 64 ein, in der er dem späteren Vizeweltmeister Carlo Biado mit 7:11 unterlag. Bei der EM 2015 erreichte er die Runde der letzten 32 im 10-Ball. Nachdem er bei den China Open im Sechzehntelfinale gegen Wu Jiaqing verloren hatte, schied er beim World Pool Masters 2015 in der ersten Runde, dem Achtelfinale, gegen Ralf Souquet aus. Im September 2015 erreichte er bei der 9-Ball-WM die Runde der letzten 32, in der er dem Engländer Darren Appleton mit 7:11 unterlag.
Im Februar 2016 gewann Ekonomopoulos bei den Italian Open seine vierte Euro-Tour-Medaille, nachdem er im Halbfinale gegen Ralf Souquet ausgeschieden war. Bei den North Cyprus Open 2016 unterlag er im Finale dem Österreicher Mario He mit 5:9.

### Mannschaft
Ekonomopoulos nahm bislang dreimal am World Cup of Pool teil und bildete dabei stets gemeinsam mit Alexander Kazakis das griechische Team. 2013 erreichten sie das Achtelfinale und unterlagen dort der taiwanischen Mannschaft. 2014 unterlagen sie im Achtelfinale den späteren Turniersiegern Darren Appleton und Karl Boyes aus England mit 1:7. 2015 schieden sie bereits in der ersten Runde aus.
Mit der griechischen Nationalmannschaft erreichte er bei der Team-Weltmeisterschaft 2010 den dritten Platz.
Ekonomopoulos wurde bislang zweimal für den Mosconi Cup nominiert (2012 und 2014) und gewann ihn jeweils mit der europäischen Mannschaft.

## Erfolge
| 8-Ball-Junioreneuropameister: | 2000       |
| Austria Open:                 | 2012       |
| Mosconi Cup:                  | 2012, 2014 |